# Notocochlis laurae
Notocochlis laurae is een slakkensoort uit de familie van de Naticidae. De wetenschappelijke naam van de soort is voor het eerst geldig gepubliceerd in 2012 door Costa & Pastorino.